# Batch '81
Pour plus de détails, voir Fiche technique et Distribution.
Batch '81 est un film philippin réalisé par Mike De Leon, sorti en 1982.

## Fiche technique
Sauf indication contraire, les informations mentionnées dans cette section peuvent être confirmées par la base de données cinématographiques IMDb,  présente dans la section « Liens externes ».
- Titre français : Batch '81
- Réalisation : Mike De Leon
- Scénario : Clodualdo Del Mundo Jr. et Raquel Villavicencio
- Photographie : Rody Lacap
- Montage : Jess Navarro
- Musique : Lorrie Ilustre
- Pays d'origine : Philippines
- Format : Couleurs - 1,33:1 - Mono
- Genre : drame
- Durée : 100 minutes
- Dates de sortie :
  - France : 17 mai 1982
  - Philippines : 18 novembre 1982

## Distribution
- Mark Gil : Sid Lucero
- Sandy Andolong : Tina
- Ward Luarca : Pacoy Ledesma
- Noel Trinidad : Santi Santillan
- Ricky Sandico : Ronnie Roxas, Jr.

## Distinction
- Festival de Cannes 1982 : sélection à la Quinzaine des réalisateurs